# Взрыв в мебельном магазине Белфаста
Взрыв в мебельном магазине Balmoral Furniture Company (англ. Balmoral Furniture Company bombing) — террористический акт, прогремевший 11 декабря 1971 года в здании магазина мебели, принадлежавшего компании Balmoral Furniture Company в Белфасте на Шенкилл-Роуд в протестантском районе. В результате взрыва заложенной бомбы погибли 4 человека, из них двое малолетних детей. Взрыв прогремел в субботу, когда на Шенкилл-Роуд было много покупателей, которые создали большое столпотворение. В осуществлении теракта обвинялась Временная Ирландская республиканская армия, у которой был мотив для мести — гибель 15 человек в результате взрыва в баре «Макгёрк», вину в котором полиция свалила на ИРА, только много позже установив причастность Ольстерских добровольческих сил.
После взрыва сотни людей ринулись помогать Британской армии и Королевской полиции Ольстера расчищать завалы. По словам журналиста Питера Тейлора, после взрыва место походило на «Лондон после немецкой бомбёжки». Взрыв вызвал негодование со стороны ольстерских протестантов, после чего значительная часть протестантов вступила в Ольстерские добровольческие силы и Ассоциацию обороны Ольстера, две ольстерские паравоенные организации. Среди четырёх человек, которые сделали этот выбор, выделяются Томми Литтл, Майкл Стоун, Сэмми Дадди и Билли Маккуистон.
Теракт вызвал очередную волну насилия в виде перестрелок и взрывов, направленных католиками, протестантами и спецслужбами друг против друга. Из-за этого 1970-е годы считаются в Северной Ирландии одними из самых кровавых в истории.

## Теракт

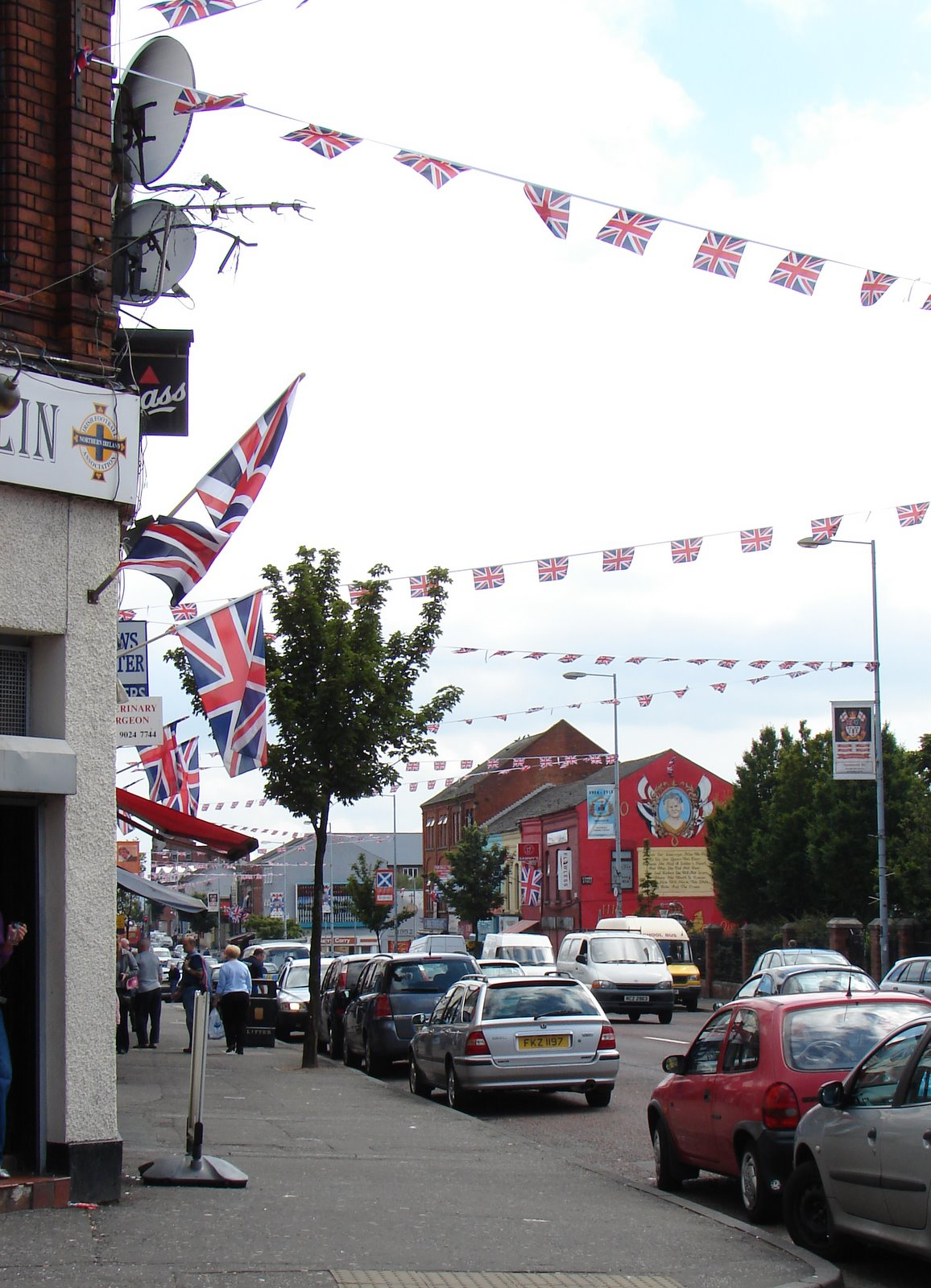
Шенкилл-Роуд

11 декабря 1971 года на Шенкилл-Роуд собралось много покупателей, особенно около магазина «Моффат», располагавшегося в здании Викторианской эпохи принадлежавшего компании Balmoral Furniture Company. Ранее оно служило кинотеатром и называлось «Кинотеатр Малыша Джо» (англ. Wee Joe's Picture House) в 1930-е годы, владельцем которого был Джо «Малыш Шенк» Маккиббен, также владевший продовольственным магазином. Для того, чтобы достать билет в кино, порой достаточно было обменять пустую банку из-под варенья в продовольственном магазине Джо и получить билет в кино.
В 12:25 к зданию подъехал зелёный автомобиль со стороны Карлоу-Стрит. Незнакомец вышел из автомобиля, бросил коробку со взрывным устройством на ступеньку перед парадной дверью, и сел обратно в машину, которая уехала немедленно. Спустя считанные мгновения после отъезда машины прогремел взрыв: большая часть здания обрушилась на людей, находившихся внутри, и на прохожих. В результате взрыва погибли четыре человека, среди них два малолетних ребёнка — двухлетняя Трэйси Манн и 17-месячный Колин Никол. На детей, лежавших в колясках, упала часть стены. Двумя взрослыми жертвами оказались 70-летний охранник Хью Брюс, в прошлом сотрудник охранной компании Corps of Commissionaires (он находился ближе всех к бомбе), и 29-летний Гарольд Кинг. Трое погибших были протестантами, Кинг же был католиком. 19 человек, в том числе мать Трэйси, были ранены. Верхние этажи здания поддерживались на балках и несущих стенах, которые не способны были выдержать взрыв бомбы, и поэтому вся конструкция обрушилась вниз.
После взрыва на улице началась паника. Сотни людей бросились к месту трагедии, чтобы помочь британским солдатам и полицейским из Королевской полиции Ольстера вытащить людей, оказавшихся под развалинами магазина: многие даже копали землю голыми руками. Журналист Питер Тейлор писал, что сцена разрушения ему напомнила Лондон после бомбёжки гитлеровской авиацией, известной как «Лондонский блиц». Одним из свидетелей был Билли Маккуинстон, который прогуливался по Шенкилл-Роуд с другом, когда услышал взрыв. Он описывал случившееся следующим образом:

Женщины плакали. Одни мужчины пытались разобрать остатки мрамора, другие пытались проломить стены. Кто-то плакал позади тебя, а кто-то спереди выкрикивал что-то типа «Ублюдки». Я не видел тела детей, поскольку их завернули в полотенца, но кровь лилась из их тел. Они были похожи на куски мяса — представляете — маленькие куски мяса. Сквозь тебя проходят все эти эмоции, и ты хотел помочь. Кто-то кричал в спину «Да сделайте что-нибудь с этим». Честно говоря, я просто стоял там и плакал, целиком и полностью оцепенев. И только дома я понял, что это не игра. Это война. Эти люди хотели нас полностью уничтожить. Они хотели убить нас, и им было плевать, кто мы и сколько нам лет. Они нас убьют, просто потому что мы протестанты, так что надо что-то предпринимать.
Оригинальный текст (англ.)Women were crying. Men were trying to dig out the rubble. Other men were hitting the walls. One person was crying beside you and the next person was shouting 'Bastards' and things like that. I didn't actually see the babies' bodies as they had them wrapped in sheets, but the blood was just coming right through them. They were just like lumps of meat, you know, small lumps of meat. All these emotions were going through you and you wanted to help. There were people shouting at the back, "Let's get something done about this". To be perfectly honest with you, I just stood there and cried, just totally and utterly numb. It wasn't until I got back home that I realised, this isn't a game. There's a war going on here. These people are trying to do us all in. They're trying to kill us all and they don't care who we are or what age we are. Because we're Protestants, they are going to kill us so we're going to have to do something here.

Разгневанная толпа испытывала те же эмоции, что и Маккуинстон, выкрикивая проклятия в адрес «временного крыла» Ирландской республиканской армии, которую и обвинили во взрыве. Они грозились убить любого католика, который здесь появится, и один из протестантов, который что-то сказал по поводу взрыва, чуть не стал этой жертвой. Один из протестовавших закричал в его адрес «Он католик!», и на несчастного бросились около 100 мужчин и женщин, начав его избивать. В течение получаса армия и полиция пытались успокоить толпу и спасти его от участи быть забитым до смерти.

## Последствия

### Реакция протестантов
Ответственность за взрыв на себя не взял никто, но виновниками единогласно объявили Временную ИРА. По мнению Питера Тейлора, у ИРА был мотив для совершения теракта, поскольку неделей назад 15 человек погибло в результате взрыва в баре «Макгёрк», и эту же теорию поддерживает Сьюзан Маккей. Несмотря на то, что молодёжь видела зелёный автомобиль, найти исполнителей и заказчиков теракта так и не удалось, как не удалось услышать от кого-либо чистосердечное признание о причастности к теракту.
После теракта в ряды Ассоциации обороны Ольстера вступил Билли Маккуинстон, свидетель трагедии, и ещё минимум три человека: Сэмми Дадди, Майкл Стоун и Томми Литтл. Литтл, который командовал Западно-Белфастской бригадой АОО, не присутствовал на месте взрыва, однако у магазина в день теракта были его жена и две дочери, которые чудом не пострадали. Линда, дочь Томми, сказала, что её отец воспринял случившееся очень серьёзно. Командир Южно-Белфастской бригады Джеки Макдональд, был менеджером по отправке при компании Balmoral Furniture Company, а руководитель Ольстерских бойцов за свободу (имя, которое использовала Ассоциация для прикрытия своих атак) Джон Уайт, признанный виновным в убийстве Падди Уилсона и Ирэн Эндрюс, позже объяснял трагедию в магазине как причину, почему совершались подобные убийства и взрывы в местах скопления католиков.
В течение месяца после взрыва Ассоциация обороны Ольстера была преобразована в военизированную организацию, во главе которой стоял Совет Безопасности из 13 человек с председателем Чарльзом Хардингом Смитом, с целью дальнейшей координации их деятельности. Майкл Стоун позже организовал резню на кладбище Миллтаун, заснятую на камеру, а другой протестант, Эдди Киннер, который стал невольным свидетелем взрыва (он жил на углу у магазина), позже вступил в Ольстерские добровольческие силы. Питеру Тейлору он говорил, что не испытывал угрызений совести, убивая кого-то из оружия или ставя бомбу по первому же зову «где-нибудь на Фоллз». Ответная реакция Ольстерских добровольческих сил последовала незамедлительно, когда меньше чем через неделю в баре «Мёртаг» на Спрингфилд-Роуд в Западном Белфасте взорвалась бомба и погиб 16-летний бармен-католик Джеймс Маккаллум.

### Последующие атаки
Здание магазина было снесено, однако на Шенкилл-Роуд и других улицах Белфаста ещё почти 30 лет не прекращались взрывы и перестрелки. Взрыв в баре «Макгёрк» стал искрой, которая привела к волне насилия католиков и протестантов друг против друга, а также многочисленных кровных местей за время конфликта в Северной Ирландии. 1970-е годы ознаменовались серией взрывов и трагедий. При этом теракт в магазине компании «Балморал» был не первым на Шенкилл-Роуд: 29 сентября 1971 года боевики ИРА заложили бомбу в баре «Фор Степс Инн», в результате взрыва погибли два человека. Август 1975 года был ознаменован нападением на бар «Байардо» ирландцев на Абердин-Стрит и гибелью в перестрелке трёх мужчин и двух женщин (одной было 17 лет). 23 октября 1993 года два повстанца из Ардойна пронесли бомбу в рыбный магазин Frizzell, однако она взорвалась раньше времени, в результате чего погибли один из террористов и 10 покупателей.
В октябре 1976 года компания снова стала объектом атаки террористов: в Данмерри в 1976 году было взорвано помещение, но недалеко от места взрыва были арестованы трое боевиков ИРА, среди которых были Бобби Сэндс (арестован формально за незаконное хранение оружия) и Джо Макдоннелл, которые и были формальными организаторами взрыва.